# 趙可懷
趙可懷（1541年—1604年），字德仲，號寧宇，四川重慶府巴縣（今重慶市大渡口區）人，明朝政治人物，同進士出身。

## 生平
嘉靖四十年辛酉科四川乡试第六名，四十四年（1565年）登乙丑科会试三百七十四名，三甲一百九十六名進士。吏部观政，本年十月授山東汶上縣知縣，隆慶三年（1569年）闰六月升刑部主事，四年五月改為广西道御史，五年六月升陕西佥事，六年二月调广东兵备，万历元年（1573年）八月升参议，二年九月升副使，五年六月升按察使，俱照旧管事。八年闰四月復除本省，十年（1582年）五月升广西右布政使，七月升右佥都御史、巡抚福建。十三年三月升右副都御史、巡抚顺天，七月兵科给事中王问卿以赵可怀不堪边任，疏论之，乃改推王一鹗，可怀听调。十七年四月起补陕西巡抚，十八年九月以洮河失事论罪，令冠帶閑住。二十二年九月起南京右副都御史、提督操江，十一月升兵部右侍郎、兼佥都御史、巡抚应天，二十六年七月升工部左侍郎，二十九年四月以湖广税监陈奉激起民变，改为兵部左侍郎兼右副都御史、提督军务，代支可大巡抚湖广。
萬曆三十一年（1603年）任湖廣巡撫期間，因楚宗劫槓案，三十二年二月加升兵部尚书職銜，同年閏九月辛丑遭楚藩宗室朱蕴鉁、朱蕴鍧等人毆打致死。後朝廷追贈其太子太保，賜祭葬。

## 家族
曾祖趙勲。祖趙仰，庠生赠兵部侍郎。父趙之璧，庠生累封佥都御史赠兵部侍郎。母李氏，累封恭人、贈淑人。兄可宗，弟可進（训导）；可仕；可賔；可學；可選；可成。